# SIRT1
Сиртуин 1, также известный как деацетилаза сиртуин-1 зависимая от НАД, представляет собой белок, который у человека кодируется как геном SIRT1.
SIRT1 представляет собой фермент, расположенный преимущественно в клеточном ядре, который деацетилирует факторы транскрипции, влияющие на клеточную регуляцию (реакция на стрессоры, долголетие).

## Функции
Сиртуин 1 является членом семейства белков сиртуинов, гомологов гена Sir2 в S. cerevisiae. Представители семейства сиртуинов характеризуются наличием сиртуинового core-домена и делятся на четыре класса. Функции сиртуинов человека ещё не определены, однако известно, что белки сиртуинов дрожжей регулируют эпигенетический сайленсинг генов и подавляют рекомбинацию рДНК. Исследования показывают, что сиртуины человека могут функционировать как внутриклеточные регуляторные белки с активностью моноАДФ-рибозилтрансферазы. Белок, кодируемый этим геном, входит в класс I семейства сиртуинов.
Sirtuin 1 понижен в клетках с высокой резистентностью к инсулину, а индуцирование его экспрессии повышает чувствительность к инсулину, что позволяет предположить, что эта молекула связана с улучшением чувствительности к инсулину. Кроме того, было показано, что SIRT1 деацетилирует и влияет на активность обоих членов комплекса PGC1-alpha/ERR-alpha, которые являются важными метаболическими регулирующими транскрипционными факторами.
Было показано, что у млекопитающих SIRT1 деацетилирует и тем самым деактивирует белок p53. SIRT1 также стимулирует аутофагию, предотвращая ацетилирование белков (через деацетилирование), необходимых для аутофагии, что было продемонстрировано в культивируемых клетках, эмбриональных и неонатальных тканях. Эта функция обеспечивает связь между экспрессией сиртуинов и клеточным ответом на ограничение питательных веществ в результате ограничения калорийности.
SIRT1 играет роль в активации клеток Т-хелперах 17, которые способствуют развитию аутоиммунных заболеваний; попытки активировать SIRT1 терапевтическим путём могут вызвать или усугубить аутоиммунные заболевания.
SIRT1, наряду с HDAC1 и промоторным комплексом AP-1 в дофаминергических средних колючих нейронах D1-типа, по-видимому, тесно вовлечён в патогенез зависимости.

### Роль в Большом депрессивном расстройстве
SNP (rs10997875) в гене Sirt1 может играть роль в патофизиологии большого депрессивного расстройства. Также было установлено, что существует связь между геном Sirt1 (rs3758391) и депрессивными расстройствами. Кроме того, было показано, что экспрессия Sirt1 в периферической крови людей с депрессией значительно меньше, чем у здоровых людей.

## Селективные лигандные вещества

### Активаторы
- Ламин А представляет собой белок, который был идентифицирован как прямой активатор сиртуина 1 во время исследования прогерии.[17]
- Утверждается, что ресвератрол является активатором Сиртуина 1[18], но этот эффект оспаривался на основании того факта, что первоначально использованный анализ активности с использованием нефизиологического субстратного пептида может давать искусственные результаты.[19][20] Ресвератрол увеличивает экспрессию SIRT1, что означает, что он увеличивает активность SIRT1, хотя и не обязательно путём прямой активации.[21] Однако позже было показано, что ресвератрол непосредственно активирует сиртуин 1 против немодифицированных пептидных субстратов.[22][23] Ресвератрол также усиливает связывание сиртуина 1 и ламина А.[17] В дополнение по отношению к ресвератролу было показано, что ряд других полифенолов растительного происхождения взаимодействует с SIRT1.[24]
- Также утверждалось, что SRT-1720 является активатором[18], но теперь это подвергается сомнению.[25]
- Метиленовый синий[26] за счёт увеличения соотношения НАД+/НАДН.
- Метформин активирует как PRKA, так и SIRT1.[27]

Хотя ни ресвератрол, ни SRT1720 напрямую не активируют SIRT1, ресвератрол и, вероятно, SRT1720 косвенно активируют SIRT1 путём активации AMP-активированной протеинкиназы (AMPK), которая повышает уровень NAD+ (кофактор, необходимый для активности SIRT1). Повышение уровня NAD+ является более прямым и надёжным способом активации SIRT1.

## Взаимодействия
Было показано, что сиртуин 1 взаимодействует с HEY2, PGC1-альфа, ERR-альфа, и AIRE. Сообщалось, что микроРНК Mir-132 взаимодействует с мРНК сиртуина 1, снижая экспрессию белка. Это было связано с резистентностью к инсулину у тучных людей.
Сообщалось, что человеческий Sirt1 имел 136 прямых взаимодействий в интерактомных исследованиях, связанных с различными процессами.
И SIRT1, и PARP1 имеют примерно одинаковое сродство к NAD+, который необходим обоим ферментам для активности. Но повреждение ДНК может увеличить уровень PARP1 более чем в 100 раз, оставляя мало NAD+ для SIRT1.

## Sir2
Sir2 (гомолог которого у млекопитающих известен как SIRT1) был первым найденным геном из семейства генов сиртуинов. Он был обнаружен в почкующихся дрожжах, и с тех пор члены этого высококонсервативного семейства были найдены почти во всех изученных организмах. Предполагается, что сиртуины играют ключевую роль в реакции организма на стрессы (такие как тепло или голодание) и отвечают за продление жизни при ограничении калорий.
Трёхбуквенный символ гена дрожжей Sir означает Silent Information Regulator, а цифра 2 указывает на то, что это был второй обнаруженный и охарактеризованный ген SIR.
У круглых червей Caenorhabditis elegans Sir-2.1 используется для обозначения продукта гена, наиболее похожего на дрожжевой Sir2 по структуре и активности.

### Способ действия и наблюдаемые эффекты
Сиртуины действуют в первую очередь за счёт удаления ацетильных групп из остатков лизина в белках в присутствии НАД+; таким образом, они классифицируются как «НАД+-зависимые деацетилазы» и имеют номер ЕС 3.5.1. Они присоединяют ацетильную группу белка к АДФ-рибозному компоненту НАД+ с образованием О-ацетил-АДФ-рибозы. HDAC-активность Sir2 приводит к более плотной упаковке хроматина и снижению транскрипции в локусе целевого гена. Активность сайленсинга Sir2 наиболее заметна в теломерных последовательностях, скрытых локусах MAT (локусы HM) и локусе рибосомной ДНК (rDNA) (RDN1), с которого транскрибируется рибосомная РНК .
Ограниченная сверхэкспрессия гена Sir2 приводит к увеличению продолжительности жизни примерно на 30 %, если продолжительность жизни измеряется количеством клеточных делений, которые материнская клетка может пройти до гибели клетки. Соответственно, удаление Sir2 приводит к сокращению продолжительности жизни на 50 %. В частности, сайленсинговая активность Sir2 в комплексе с Sir3 и Sir4 в локусах HM предотвращает одновременную экспрессию обоих факторов спаривания, что может вызывать бесплодие и сокращение продолжительности жизни. Кроме того, активность Sir2 в локусе рДНК коррелирует с уменьшением образования колец рДНК. Сайленсинг хроматина в результате активности Sir2 уменьшает гомологичную рекомбинацию между повторами рДНК, что является процессом, ведущим к образованию колец рДНК. Поскольку считается, что накопление этих колец рДНК является основным способом «старения» дрожжей, то действие Sir2 по предотвращению накопления этих колец рДНК является необходимым фактором продолжительности жизни дрожжей.
Голодание дрожжевых клеток приводит к аналогичному увеличению продолжительности жизни, и действительно, голодание увеличивает доступное количество НАД+ и снижает никотинамид, оба из которых могут увеличить активность Sir2. Кроме того, удаление гена Sir2 устраняет продлевающий жизнь эффект ограничения калорий Эксперименты с нематодой Caenorhabditis elegans и плодовой мухой Drosophila melanogaster подтверждают эти выводы. В 2006 году проводились опыты на мышах.
Однако результаты других исследований ставят под сомнение вышеприведённую интерпретацию. Если измерять продолжительность жизни дрожжевой клетки как количество времени, которое она может прожить на стадии без деления, то глушение гена Sir2 действительно увеличивает продолжительность жизни. Более того, ограничение калорий может существенно продлить репродуктивную продолжительность жизни дрожжей даже в отсутствие Sir2.
Похоже, что в организмах более сложных, чем дрожжи, Sir2 действует путём деацетилирования нескольких других белков, помимо гистонов.
У плодовой мушки Drosophila melanogaster ген Sir2, по-видимому, не является существенным; потеря гена сиртуина имеет очень незначительные последствия. Однако мыши, у которых отсутствовал ген SIRT1 (биологический эквивалент sir2), при рождении были меньше нормы, часто рано умирали или становились бесплодными.

## Ингибирование SIRT1
Старение человека часто характеризуется хроническим вялотекущим уровнем воспаления, а провоспалительный транскрипционный фактор NF-κB является основным регулятором транскрипции генов, связанных с воспалением. SIRT1 ингибирует экспрессию генов, регулируемых NF-κB, путём деацетилирования субъединицы RelA/p65 NF-κB по лизину 310. Но NF-κB более сильно ингибирует SIRT1. NF-κB увеличивает уровни микроРНК miR-34a (которая ингибирует синтез никотинамидадениндинуклеотида NAD+) путём связывания с её промоторной областью, что приводит к снижению уровня SIRT1.
И фермент SIRT1, и поли-АДФ-рибозополимераза 1 (PARP1) требуют NAD+ для активации. PARP1 является ферментом репарации ДНК, поэтому в условиях сильного повреждения ДНК уровни NAD+ могут быть снижены на 20-30 %, тем самым снижая активность SIRT1.

## Гомологическая рекомбинация
Белок SIRT1 активно способствует гомологичной рекомбинации (HR) в клетках человека и, вероятно, способствует рекомбинационной репарации разрывов ДНК. SIRT1-опосредованный HR требует белка WRN. Белок WRN участвует в репарации двухцепочечных разрывов с помощью HR. Белок WRN представляет собой геликазу RecQ и в своей мутированной форме вызывает синдром Вернера, генетическое заболевание у людей, характеризующееся многочисленными признаками преждевременного старения. Эти результаты связывают функцию SIRT1 с HR, процессом репарации ДНК, который, вероятно, необходим для поддержания целостности генома во время старения.

## Использованная литература
1. ↑  Characterization of five human cDNAs with homology to the yeast SIR2 gene: Sir2-like proteins (sirtuins) metabolize NAD and may have protein ADP-ribosyltransferase activity. Biochemical and Biophysical Research Communications. 260 (1): 273–79. June 1999. doi:10.1006/bbrc.1999.0897. PMID 10381378.
2. 1 2  Entrez Gene: SIRT1 sirtuin (silent mating type information regulation 2 homolog) 1 (S. cerevisiae). Дата обращения: 19 августа 2022. Архивировано 19 августа 2022 года.
3. ↑  Unlocking the Secrets of Longevity Genes. Scientific American. 294 (3): 48–51, 54–7. March 2006. Bibcode:2006SciAm.294c..48S. doi:10.1038/scientificamerican0306-48. PMID 16502611.
4. ↑  Sirtuins in Neuroendocrine Regulation and Neurological Diseases. Frontiers in Neuroscience. 12: 778. 2018. doi:10.3389/fnins.2018.00778. PMID 30416425.{{cite journal}}:  Википедия:Обслуживание CS1 (не помеченный открытым DOI) (ссылка)
5. ↑  Sun C, Zhang F, Ge X, Yan T, Chen X, Shi X, Zhai Q (October 2007). SIRT1 improves insulin sensitivity under insulin-resistant conditions by repressing PTP1B. Cell Metabolism. 6 (4): 307–19. doi:10.1016/j.cmet.2007.08.014. PMID 17908559.
6. 1 2  An acetylation switch modulates the transcriptional activity of estrogen-related receptor alpha. Molecular Endocrinology. 24 (7): 1349–58. July 2010. doi:10.1210/me.2009-0441. PMID 20484414.
7. ↑  Nutrient control of glucose homeostasis through a complex of PGC-1alpha and SIRT1. Nature. 434 (7029): 113–8. March 2005. Bibcode:2005Natur.434..113R. doi:10.1038/nature03354. PMID 15744310.
8. 1 2  SIRT1 functionally interacts with the metabolic regulator and transcriptional coactivator PGC-1{alpha}. The Journal of Biological Chemistry. 280 (16): 16456–60. April 2005. doi:10.1074/jbc.M501485200. PMID 15716268.{{cite journal}}:  Википедия:Обслуживание CS1 (не помеченный открытым DOI) (ссылка)
9. ↑  Resveratrol improves mitochondrial function and protects against metabolic disease by activating SIRT1 and PGC-1alpha. Cell. 127 (6): 1109–22. December 2006. doi:10.1016/j.cell.2006.11.013. PMID 17112576.
10. ↑  A fasting inducible switch modulates gluconeogenesis via activator/coactivator exchange. Nature. 456 (7219): 269–73. November 2008. Bibcode:2008Natur.456..269L. doi:10.1038/nature07349. PMID 18849969.
11. ↑  AMPK regulates energy expenditure by modulating NAD+ metabolism and SIRT1 activity. Nature. 458 (7241): 1056–60. April 2009. Bibcode:2009Natur.458.1056C. doi:10.1038/nature07813. PMID 19262508.
12. ↑  Шаблон:EntrezGene Human Sirt1
13. ↑  Yessenkyzy A, Saliev T, Zhanaliyeva M, Nurgozhin T (2020). Polyphenols as Caloric-Restriction Mimetics and Autophagy Inducers in Aging Research. Nutrients. 12 (5): 1344. doi:10.3390/nu12051344. PMC 7285205. PMID 32397145.
14. ↑  Lee IH, Cao L, Mostoslavsky R, Lombard DB, Liu J, Bruns NE, Tsokos M, Alt FW, Finkel T (March 2008). A role for the NAD-dependent deacetylase Sirt1 in the regulation of autophagy. Proceedings of the National Academy of Sciences of the United States of America. 105 (9): 3374–89. Bibcode:2008PNAS..105.3374L. doi:10.1073/pnas.0712145105. PMC 2265142. PMID 18296641.
15. ↑  NAD⁺ in aging, metabolism, and neurodegeneration. Science. 350 (6265): 1208–13. December 2015. Bibcode:2015Sci...350.1208V. doi:10.1126/science.aac4854. PMID 26785480.
16. ↑  Role and Possible Mechanisms of Sirt1 in Depression. Oxidative Medicine and Cellular Longevity. 2018. Hindawi Limited: 8596903. 2018. doi:10.1155/2018/8596903. PMID 29643977.{{cite journal}}:  Википедия:Обслуживание CS1 (не помеченный открытым DOI) (ссылка)
17. 1 2  Resveratrol rescues SIRT1-dependent adult stem cell decline and alleviates progeroid features in laminopathy-based progeria. Cell Metabolism. 16 (6): 738–50. December 2012. doi:10.1016/j.cmet.2012.11.007. PMID 23217256.
18. 1 2  Sirtuin activators. Expert Opinion on Therapeutic Patents. 19 (4): 403–14. April 2009. doi:10.1517/13543770902762893. PMID 19441923.
19. ↑  Substrate-specific activation of sirtuins by resveratrol. The Journal of Biological Chemistry. 280 (17): 17038–45. April 2005. doi:10.1074/jbc.M500655200. PMID 15684413.{{cite journal}}:  Википедия:Обслуживание CS1 (не помеченный открытым DOI) (ссылка)
20. ↑  Resveratrol is not a direct activator of SIRT1 enzyme activity. Chemical Biology & Drug Design. 74 (6): 619–24. December 2009. doi:10.1111/j.1747-0285.2009.00901.x. PMID 19843076.
21. ↑  SIRT1 improves insulin sensitivity under insulin-resistant conditions by repressing PTP1B. Cell Metabolism. 6 (4): 307–19. October 2007. doi:10.1016/j.cmet.2007.08.014. PMID 17908559.
22. ↑  Sirt1 activation by resveratrol is substrate sequence-selective. Aging. 5 (3): 151–54. March 2013. doi:10.18632/aging.100542. PMID 23524286.
23. ↑  Evidence for a common mechanism of SIRT1 regulation by allosteric activators. Science. 339 (6124): 1216–19. March 2013. Bibcode:2013Sci...339.1216H. doi:10.1126/science.1231097. PMID 23471411.
24. ↑  Therapeutic role of sirtuins in neurodegenerative disease and their modulation by polyphenols. Neuroscience and Biobehavioral Reviews. 73: 39–47. November 2016. doi:10.1016/j.neubiorev.2016.11.022. PMID 27914941.
25. ↑  SRT1720, SRT2183, SRT1460, and resveratrol are not direct activators of SIRT1. The Journal of Biological Chemistry. 285 (11): 8340–51. March 2010. doi:10.1074/jbc.M109.088682. PMID 20061378.{{cite journal}}:  Википедия:Обслуживание CS1 (не помеченный открытым DOI) (ссылка)
26. ↑  SIRT1 activation by methylene blue, a repurposed drug, leads to AMPK-mediated inhibition of steatosis and steatohepatitis. European Journal of Pharmacology. 727: 115–24. March 2014. doi:10.1016/j.ejphar.2014.01.035. PMID 24486702.
27. ↑  Metformin alleviates hepatosteatosis by restoring SIRT1-mediated autophagy induction via an AMP-activated protein kinase-independent pathway. Autophagy. 11 (1): 46–59. 2015. doi:10.4161/15548627.2014.984271. PMID 25484077.
28. ↑  Joshi T, Singh AK, Haratipour P, Farzaei MH (2019). Targeting AMPK signaling pathway by natural products for treatment of diabetes mellitus and its complications. Journal of Cellular Physiology. 234 (10): 17212–17231. doi:10.1002/jcp.28528. PMID 30916407. S2CID 85533334.
29. ↑  Farghali H, Kemelo MK, Canová NK (2019). SIRT1 Modulators in Experimentally Induced Liver Injury. Oxidative Medicine and Cellular Longevity. 2019: 8765954. doi:10.1155/2019/8765954. PMC 6589266. PMID 31281594.
30. ↑  Cantó C, Auwerx J (2012). Targeting sirtuin 1 to improve metabolism: all you need is NAD(+)?. Pharmacological Reviews. 64 (1): 166–187. doi:10.1124/pr.110.003905. PMC 3616312. PMID 22106091.
31. ↑  Human Sir2-related protein SIRT1 associates with the bHLH repressors HES1 and HEY2 and is involved in HES1- and HEY2-mediated transcriptional repression. Biochemical and Biophysical Research Communications. 301 (1): 250–57. January 2003. doi:10.1016/S0006-291X(02)03020-6. PMID 12535671.
32. ↑  The deacetylase Sirt1 is an essential regulator of Aire-mediated induction of central immunological tolerance. Nature Immunology. 16 (7): 737–45. July 2015. doi:10.1038/ni.3194. PMID 26006015.
33. ↑  MicroRNA 132 regulates nutritional stress-induced chemokine production through repression of SirT1. Molecular Endocrinology. 23 (11): 1876–84. November 2009. doi:10.1210/me.2009-0117. PMID 19819989.
34. ↑  Interactomic and pharmacological insights on human sirt-1. Frontiers in Pharmacology. 3: 40. 2012. doi:10.3389/fphar.2012.00040. PMID 22470339.{{cite journal}}:  Википедия:Обслуживание CS1 (не помеченный открытым DOI) (ссылка)
35. 1 2  Hwang ES, Song SB (2017). Nicotinamide is an inhibitor of SIRT1 in vitro, but can be a stimulator in cells. Cellular and Molecular Life Sciences. 74 (18): 3347–3362. doi:10.1007/s00018-017-2527-8. PMID 28417163. S2CID 25896400.
36. ↑  Frye RA (July 2000). Phylogenetic classification of prokaryotic and eukaryotic Sir2-like proteins. Biochemical and Biophysical Research Communications. 273 (2): 793–98. doi:10.1006/bbrc.2000.3000. PMID 10873683.
37. ↑  Sinclair DA, Guarente L (March 2006). Unlocking the secrets of longevity genes. Scientific American. 294 (3): 48–51, 54–57. Bibcode:2006SciAm.294c..48S. doi:10.1038/scientificamerican0306-48. PMID 16502611.
38. ↑  Noriega LG, Feige JN, Canto C, Yamamoto H, Yu J, Herman MA, Mataki C, Kahn BB, Auwerx J (September 2011). CREB and ChREBP oppositely regulate SIRT1 expression in response to energy availability. EMBO Reports. 12 (10): 1069–76. doi:10.1038/embor.2011.151. PMC 3185337. PMID 21836635.
39. ↑  Four genes responsible for a position effect on expression from HML and HMR in Saccharomyces cerevisiae. Genetics. 116 (1): 9–22. May 1987. doi:10.1093/genetics/116.1.9. PMID 3297920.
40. ↑  Sirtuins: Sir2-related NAD-dependent protein deacetylases. Genome Biology. 5 (5). 2004. doi:10.1186/gb-2004-5-5-224. PMID 15128440.{{cite journal}}:  Википедия:Обслуживание CS1 (не помеченный открытым DOI) (ссылка)
41. ↑  WormBase Protein Summary: Sir-2.1
42. ↑  http://mediwire.skyscape.com/main/Default.aspx?
43. ↑  The Sir2 protein family Архивная копия от 19 августа 2022 на Wayback Machine from EMBL's InterPro database
44. 1 2  Regulation of lifespan by histone deacetylase. Ageing Research Reviews. 1 (3): 313–26. June 2002. doi:10.1016/S1568-1637(02)00003-X. PMID 12067588. Архивировано 19 августа 2022. Дата обращения: 19 августа 2022.
45. 1 2  The SIR2/3/4 complex and SIR2 alone promote longevity in Saccharomyces cerevisiae by two different mechanisms. Genes & Development. 13 (19): 2570–80. October 1999. doi:10.1101/gad.13.19.2570. PMID 10521401.
46. ↑  Sir2 mediates longevity in the fly through a pathway related to calorie restriction. Proceedings of the National Academy of Sciences of the United States of America. 101 (45): 15998–6003. November 2004. Bibcode:2004PNAS..10115998R. doi:10.1073/pnas.0404184101. PMID 15520384.
47. ↑  Unlocking the secrets of longevity genes. Scientific American. 294 (3): 48–51, 54–57. March 2006. Bibcode:2006SciAm.294c..48S. doi:10.1038/scientificamerican0306-48. PMID 16502611.
48. ↑  Sir2 blocks extreme life-span extension. Cell. 123 (4): 655–67. November 2005. doi:10.1016/j.cell.2005.08.042. PMID 16286010.
49. ↑  Sir2-independent life span extension by calorie restriction in yeast. PLOS Biology. 2 (9). September 2004. doi:10.1371/journal.pbio.0020296. PMID 15328540.{{cite journal}}:  Википедия:Обслуживание CS1 (не помеченный открытым DOI) (ссылка)
50. ↑  The mammalian SIR2alpha protein has a role in embryogenesis and gametogenesis. Molecular and Cellular Biology. 23 (1): 38–54. January 2003. doi:10.1128/MCB.23.1.38-54.2003. PMID 12482959.
51. ↑  Chronic inflammation (inflammaging) and its potential contribution to age-associated diseases. The Journals of Gerontology. Series A, Biological Sciences and Medical Sciences. 69 (S1): S4 – S9. June 2014. doi:10.1093/gerona/glu057. PMID 24833586.
52. ↑  The nuclear factor NF-kappaB pathway in inflammation. Cold Spring Harbor Perspectives in Biology. 1 (6). December 2009. doi:10.1101/cshperspect.a001651. PMID 20457564.
53. ↑  Modulation of NF-kappaB-dependent transcription and cell survival by the SIRT1 deacetylase. The EMBO Journal. 23 (12): 2369–80. June 2004. doi:10.1038/sj.emboj.7600244. PMID 15152190.
54. ↑  Antagonistic crosstalk between NF-κB and SIRT1 in the regulation of inflammation and metabolic disorders. Cellular Signalling. 25 (10): 1939–48. October 2013. doi:10.1016/j.cellsig.2013.06.007. PMID 23770291.
55. ↑  Relevance of SIRT1-NF-κB Axis as Therapeutic Target to Ameliorate Inflammation in Liver Disease. International Journal of Molecular Sciences. 21 (11): 3858. 2020. doi:10.3390/ijms21113858. PMID 32485811.{{cite journal}}:  Википедия:Обслуживание CS1 (не помеченный открытым DOI) (ссылка)
56. 1 2  Antagonistic crosstalk between SIRT1, PARP-1, and -2 in the regulation of chronic inflammation associated with aging and metabolic diseases. Integrative Medicine Research. 3 (4): 198–203. 2014. doi:10.1016/j.imr.2014.09.005. PMID 28664098.
57. 1 2 3  Role of SIRT1 in homologous recombination. DNA Repair (Amst.). 9 (4): 383–93. 2010. doi:10.1016/j.dnarep.2009.12.020. PMID 20097625.
58. ↑  Recombinational DNA repair and human disease. Mutat. Res. 509 (1–2): 49–78. 2002. doi:10.1016/s0027-5107(02)00224-5. PMID 12427531. Архивировано 5 марта 2021. Дата обращения: 19 августа 2022.